# Vila (Andorra)
Vila è un villaggio di Andorra, nella parrocchia di Encamp con 1 260 abitanti (dato 2010).